# Darfur Ocidental
Darfur Ocidental (Gharb Darfor em árabe) é um estado do Sudão. Tem uma área de 79.460 km² e uma população de aproximadamente 1.863.000 habitantes (estimativa de 2007).  A cidade de Al-Junaynah é a capital do estado. É um dos três estados que compõem a região do Darfur. É limitado pelo Darfur do Norte e pelo Darfur do Sul a este, e a oeste pelo Chade. O Dafur Ocidental é onde tem ocorrido os principais confrontos do Conflito de Darfur

## Distritos
O estado de Darfur Ocidental tem sete distritos:
|  | 1. Kulbus 2. Al-Junaynah 3. Zallingi 4. Jebel Marra 5. Habillah 6. Wadi Salih 7. Mukjar |